# Кучкарево
Кучкарево (мак. Кучкарево) — село у Північній Македонії, входить до складу общини Куманово Північно-Східного регіону.
Населення — 105 осіб (перепис 2002).